# モリス・バーマン
モリス・バーマン（Morris Berman、1944年8月3日 - ）は、アメリカ合衆国の歴史家、社会批評家。
ニューヨーク州ロチェスターに生まれ、1966年にコーネル大学から数学専攻でB.A.を取得し、1972年にジョンズ・ホプキンス大学から科学史専攻でPh.D.を取得した。学術的ヒューマニズムの立場をとる文化批評家として、バーマンはおもに西洋における文化史、精神史を専門としている。

## おもな研究テーマ
バーマンは、学者としての実績をもちながら、一般読者向けの本も何冊か書いている。そうした本の主題は、西洋文明の状況に対して、倫理学的観点や、歴史的責任などから論じるものや、西洋文明の中で生きることについての啓蒙的なアプローチなどである。著作においてバーマンは、ヨーロッパにおける啓蒙時代の遺産や、現代のアメリカ合衆国の文化の歴史的な位置づけの意義を強調している。著作には、『Why America Failed: The Roots of Imperial Decline』 (Wiley, 2011)、『Dark Ages America: The Final Phase of Empire』 (Norton, 2006)、『The Twilight of American Culture』 (Norton, 2000)、『Wandering God: A Study in Nomadic Spirituality』 (State University of New York Press, 2000)、『Coming to Our Senses: Body and Spirit in the Hidden History of the West 』(1989)、『デカルトからベイトソンへ 世界の再魔術化 (The Reenchantment of the World)』 (Cornell University Press, 1981) などがある。

## 研究職
バーマンは、アメリカ合衆国やカナダ、そしてヨーロッパの様々な大学に奉職し、最近ではワシントンD.C.のアメリカ・カトリック大学 (CUA) の社会学部で客員研究員として教鞭を執っている。バーマンは、2006年に合衆国からメキシコへ移住し、2008年から2009年には、メキシコシティのモンテレイ工科大学で客員教授を務めていた。その当時も、バーマンは旺盛に執筆活動を続けており、季刊誌『Parteaguas』をはじめ、様々な出版物に寄稿していた。

## 評価
1990年、モリス・バーマンは、著書『Coming to Our Senses』により、ワシントン州の知事著作賞（the Governor's Writers Award：後のワシントン州著作賞の前身）を受賞した。1992年には、第1回のヒューマニズム研究のためのロロ・メイ助成金 (Rollo May Center Grant for Humanistic Studies) の受給者となった。2000年には、バーマンの著書『The Twilight of American Culture』が、『クリスチャン・サイエンス・モニター}紙の選ぶこの年の推薦図書10冊にのひとつに選ばれ、『ニューヨーク・タイムズ』紙の書評別冊『ニューヨーク・タイムズ・ブック・レビュー』でも「特筆すべき本 (Notable Book)」と評した。2013年、バーマンはメディア・エコロジー学会 (Media Ecology Association) から、「公共的な知的活動における貢献に対するニール・ポストマン賞 (the Neil Postman Award for Career Achievement in Public Intellectual Activity) を受賞した。2014年現在、バーマンは、メキシコに居住している。

## おもな著書
- Social Change & Scientific Organization: The Royal Institution 1799 – 1844. (1978) – nonfiction
- The Reenchantment of The World. (1981) – nonfiction
  - 日本語訳： （柴田元幸 訳）デカルトからベイトソンへ：世界の再魔術化、国文社、1989年 （2019年に文藝春秋より再刊）
- Coming to Our Senses: Body and Spirit in the Hidden History of the West. (1989) – nonfiction
- Wandering God: A Study in Nomadic Spirituality. (2000) – nonfiction
- The Twilight of American Culture. (2000) – nonfiction
- Dark Ages America: The Final Phase of Empire. (2006) – nonfiction
- A Question of Values. (2010) – essay collection - nonfiction
- Destiny. (2010) – novel - fiction
- Counting Blessings. (2011) – poetry
- Why America Failed: The Roots of Imperial Decline. (2011) – nonfiction
- Spinning Straw Into Gold: Straight Talk for Troubled Times. (2013) – a philosophical memoir - nonfiction
- Neurotic Beauty: An Outsider Looks At Japan. (2015) – nonfiction
  - 日本語訳： （込山 宏太 訳）神経症的な美しさ：アウトサイダーがみた日本、慶應義塾大学出版会、2022年

## メディア出演
- 「思考のオルタナティブ 無と向き合う世界観 モリス・バーマン」（2023年11月7日、NHK Eテレ）[8]